# Pydio
Pydio est un logiciel libre de partage et de synchronisation de fichiers en ligne qui s'installe sur son propre serveur ou dans le cloud[source insuffisante] édité par Abstrium, une startup française.

## Présentation
Le projet a été créé en 2007 sous le nom d’AjaXplorer. Il change de nom en 2013 pour devenir Pydio (acronyme de Put Your Data in Orbit). Après 11 années de développement en PHP, la solution est réécrite en Go avec la publication de la première version de Pydio Cells en mai 2018. Le support de la version PHP s'est arrêté le 31 décembre 2019.
Pydio s’installe sur n’importe quel serveur supportant une version récente de Go (1.12 minimum). 
Sur le plan technique, Pydio diffère de solutions comme Google Drive ou Dropbox, : Pydio n’est pas basé sur un cloud public, le logiciel se connecte aux stockages existants (SAN / Local FS, SAMBA / CIFS, (s)FTP, NFS, etc.) ainsi qu’aux répertoires utilisateurs (LDAP / AD, SAML, Radius, Shibboleth…), ce qui permet aux entreprises de conserver leurs données au sein de l'infrastructure existante, en fonction de leur politique de sécurité et de gestion de droits.
Pydio est disponible sous la forme d'une distribution communautaire ou d'une distribution Entreprise.

## Fonctionnalités
Cette section ne s'appuie pas, ou pas assez, sur des sources secondaires ou tertiaires indépendantes du sujet.

Pour l'améliorer, ajoutez-en, ou placez des modèles {{Source secondaire souhaitée}} ou {{Source secondaire nécessaire}} sur les passages mal sourcés. (décembre 2023)
- Partage de fichiers entre différents ordinateurs et entre différentes instances Pydio
- Client Desktop de synchronisation de fichiers
- Applications mobiles iOS et Android
- Chiffrement SSL/TLS
- Serveur de fichiers WebDAV
- Création d’espaces de travail dédiés (workspaces), par métier / projet / thématique etc. avec une gestion de droits pour chaque utilisateur
- Partage de fichiers avec des utilisateurs externes (liens privés, liens publics, restrictions, etc.)[14]
- Visualisation et édition de documents en ligne
- Visualisation et édition de fichiers images
- Lecture de fichiers audios et vidéos

### Logiciels similaires
- ownCloud